# Polka dot

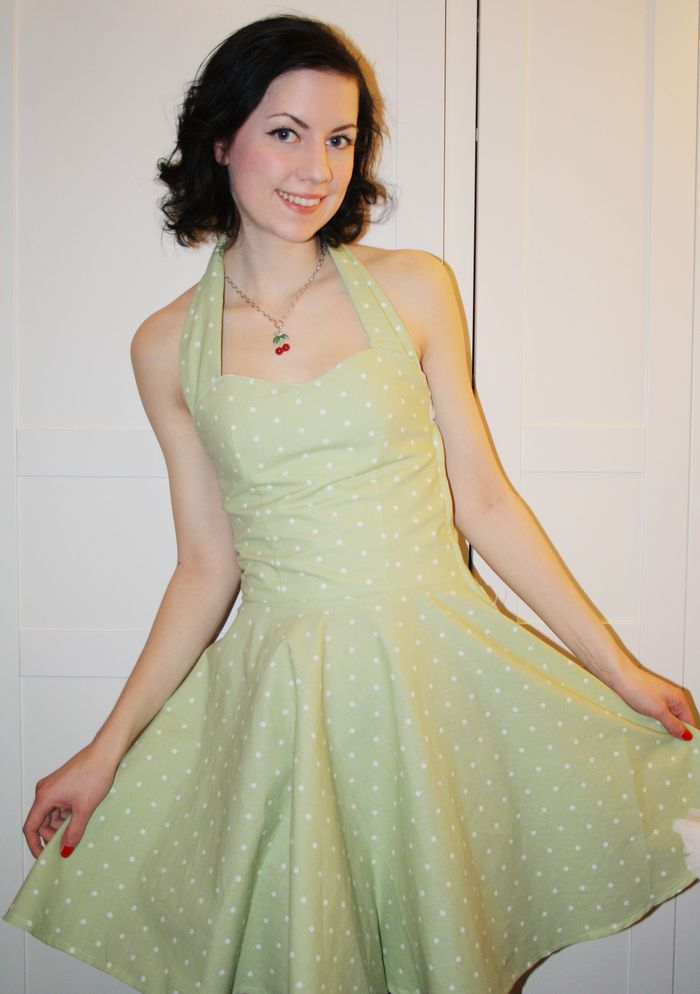
Kvinna iförd ljusgrön polka dot-klänning.

Polka dot (polkaprickigt på svenska) är ett mönster som består av en mängd lika stora fyllda cirklar. Mönstret blev populärt i England i slutet av 1800-talet. Polka dot-mönster används vanligen på barnkläder, leksaker och möbler, men förekommer även i andra sammanhang.
Begreppet förekom i pop-låten Itsy Bitsy Teenie Weenie Yellow Polkadot Bikini skriven av Paul Vance och Lee Pockriss. Den lanserades 1960 av Brian Hyland. Sången kom 1960 även i svenskspråkig version med text av Karl-Lennart, då Lill-Babs sjöng in den.

## Bilder

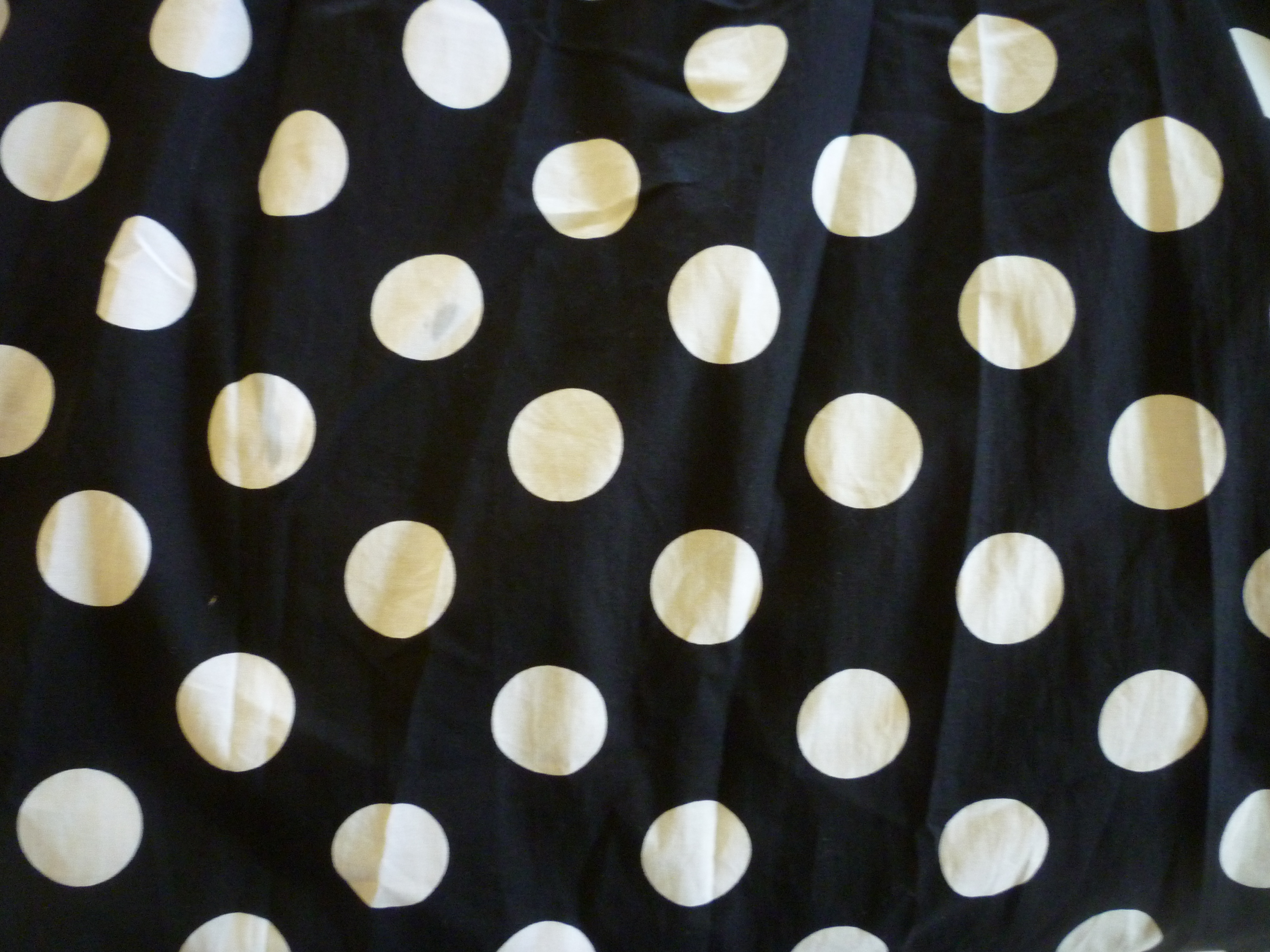
Polka dot-mönster på tyg.
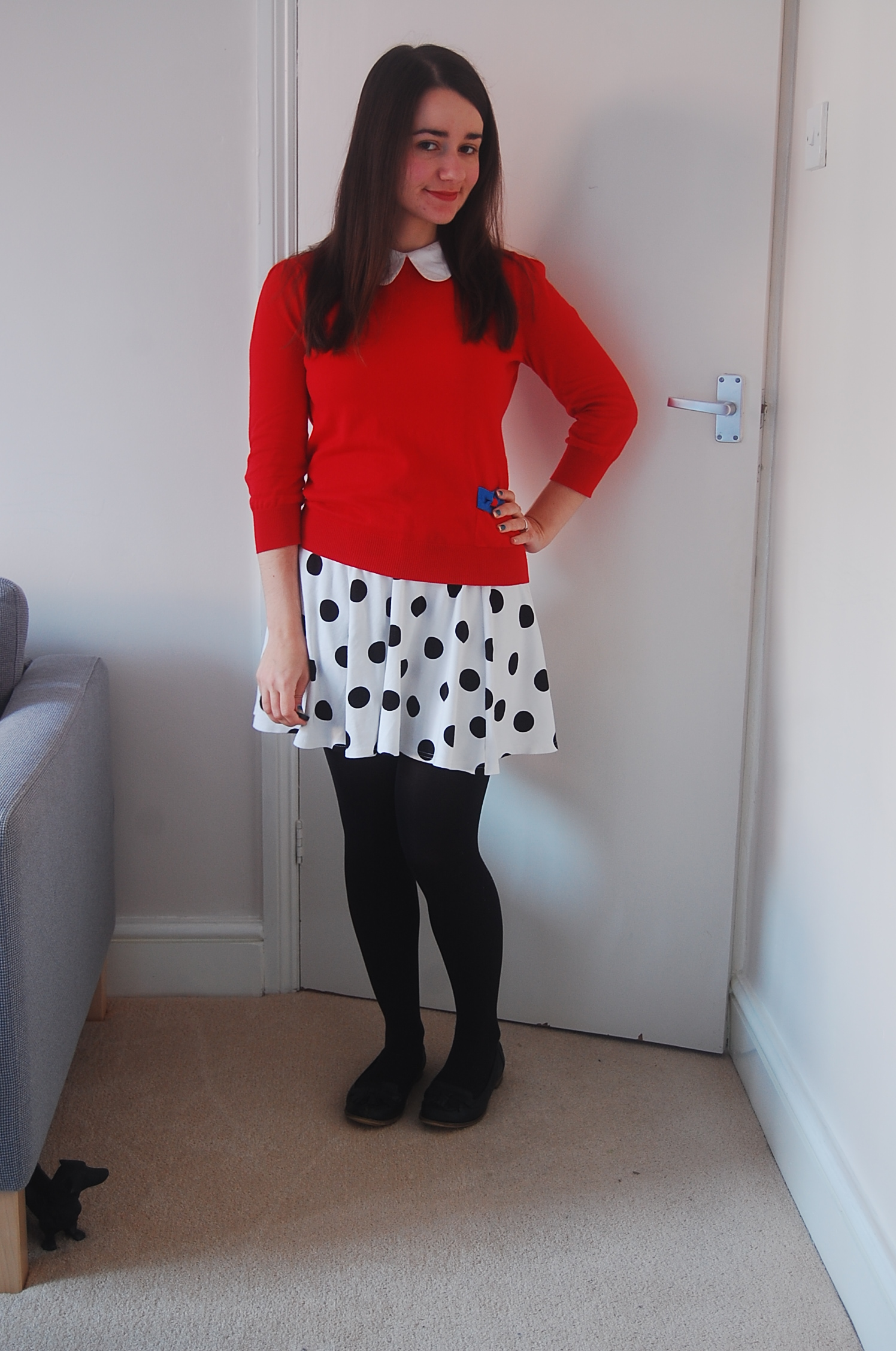
Kvinna iförd kjol med polka dot-mönster.
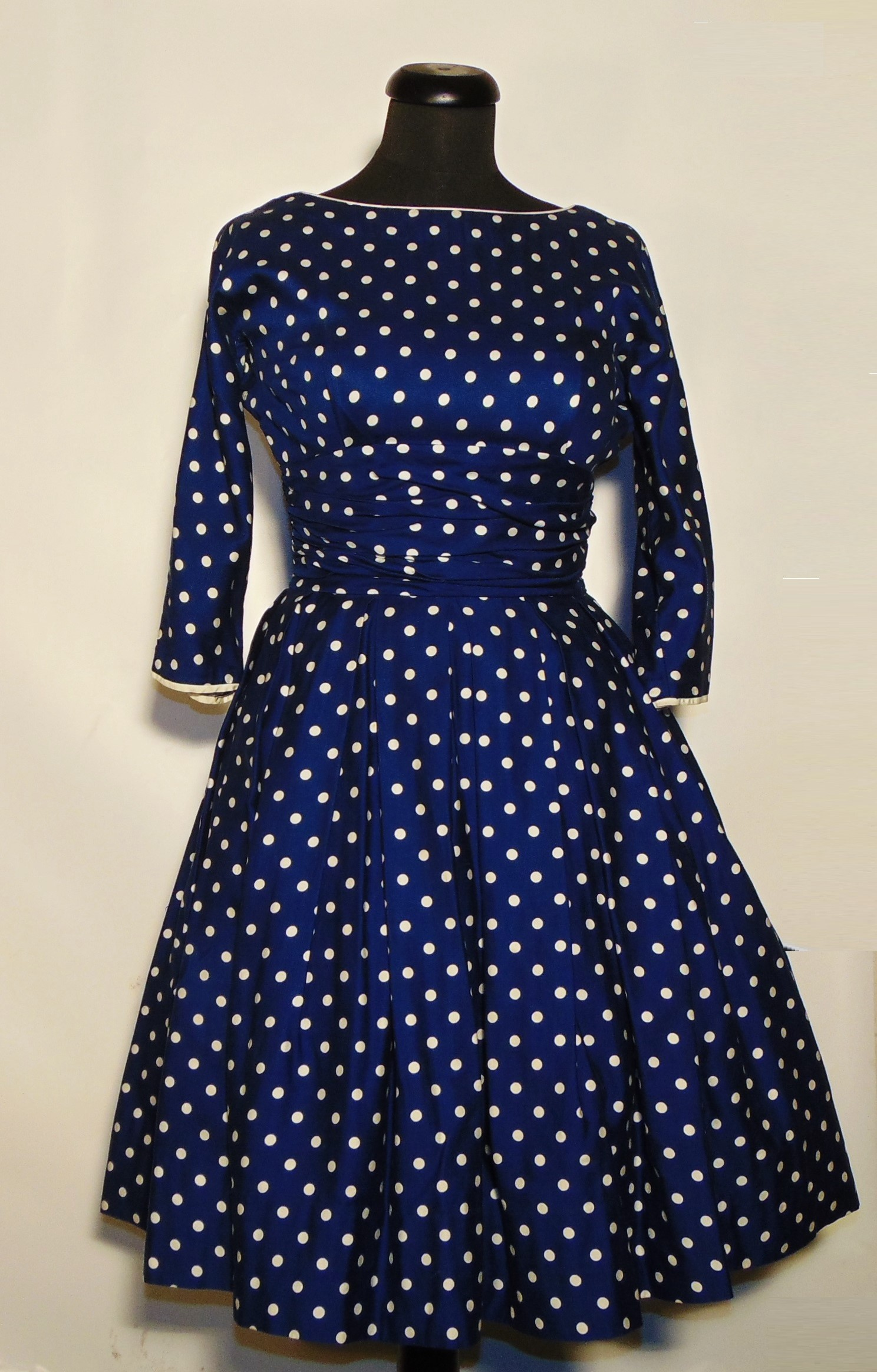
Klänning med polka dot-mönster.
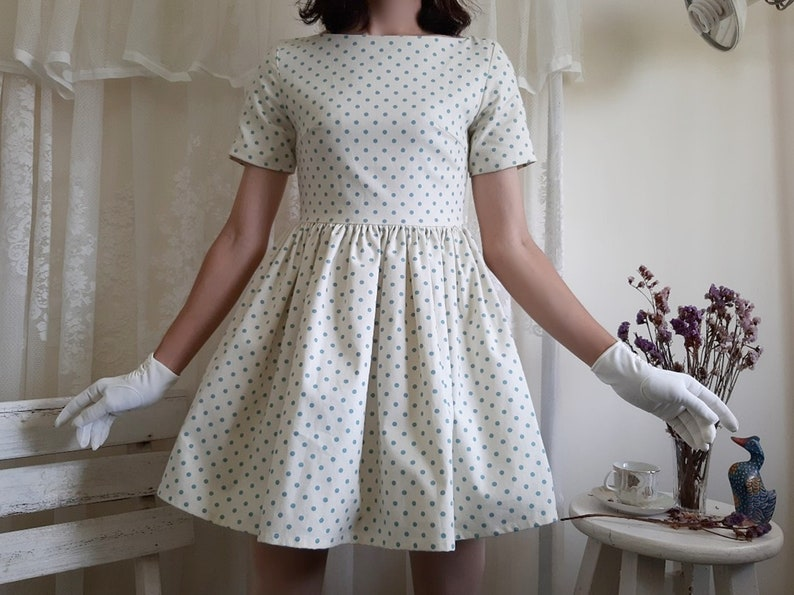
Polka dot-klänning.
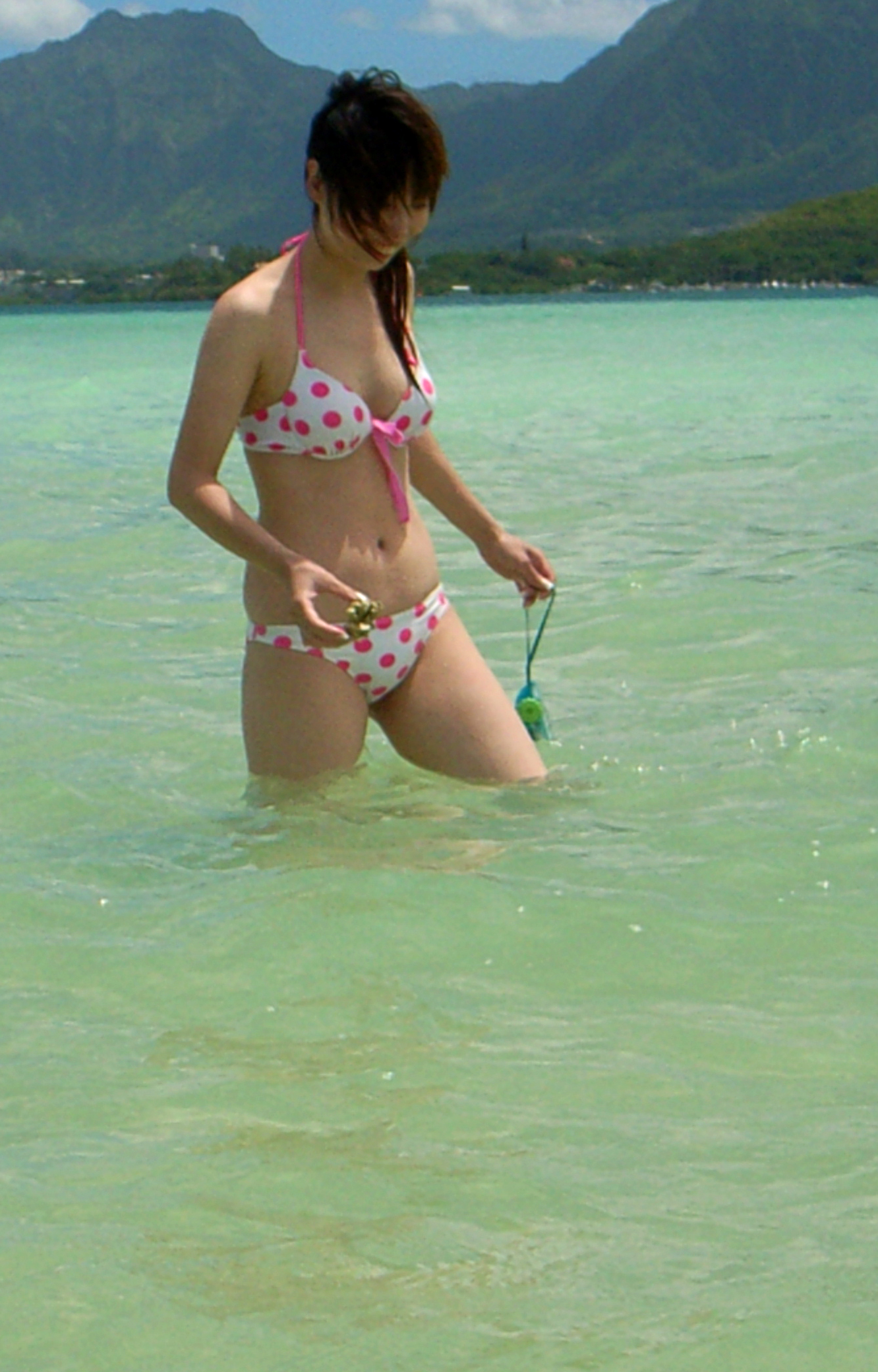
Polka dot-bikini.